# Témiscouata
Témiscouata è una municipalità regionale di contea del Canada, localizzata nella provincia del Québec, nella regione di Bas-Saint-Laurent.
Il suo capoluogo è Témiscouata-sur-le-Lac.

## Città principali
- Dégelis
- Pohénégamook
- Témiscouata-sur-le-Lac